# Wiliberg
Wiliberg é uma comuna da Suíça, no Cantão Argóvia, com cerca de 153 habitantes. Estende-se por uma área de 1,17 km², de densidade populacional de 131 hab/km². Confina com as seguintes comunas: Attelwil, Bottenwil, Reiden (LU), Reitnau, Staffelbach, Wikon (LU).
A língua oficial nesta comuna é o Alemão.